# Неум
Неум је град у Босни и Херцеговини. Налази се на Јадранском мору и једини је излаз Босне и Херцеговине на Јадран. Према прелиминарним подацима пописа становништва 2013. године, у насељеном мјесту Неум пописано је 3.236 лица.

## Географски положај
Удаљеност Неума од Дубровника је 70 км, од аеродрома Дубровник 90 км, од Мостара 70 км, од железничке станице Плоче и Метковић по 30 км. Налази се наспрам полуострва Пељешац.

## Клима
Клима у Неуму је медитеранска, са дугим и врућим љетима и кратким благим зимама. Средња годишња температура је 16 °C. Неум спада у најтоплије градове БиХ уз Требиње и Мостар. Снијег је права ријеткост. Неум има око 260 сунчаних дана годишње.
Средње мјесечне температуре мора на површини крећу се око 13 °C у јануару до 29 °C у јулу и августу. Повољни климатски услови омогућују, поред купања и сунчања, готово током 7 мјесеци годишње и климатску терапију, коју чине чисти приморски ваздух, шетње обалом, те бављење разним спортовима на води итд.

## Историја
Године 1399. Дубровачка република је купила Неум од босанске властеле и управљало је њиме 300 година. Дубровачка република је 1699. препустила контролу региона Клек-Неум Османском царству према одредбама Карловачког мира након Великог бечког рата. Овај појас је дао турској војсци приступ мору, али још битније Дубровнику је пружио заштиту од Млетачке републике. Неум је био под турском влашћу 179 година све до 1878. када је Босна и Херцеговина дошла под аустроугарску управу.

## Становништво
|                      | 2013.          | 1991.          | 1981.        | 1971.        |
| Укупно               | 3 013 (100,0%) | 1 651 (100,0%) | 602 (100,0%) | 360 (100,0%) |
| Хрвати               | 2 938 (97,51%) | 1 338 (81,04%) | 499 (82,89%) | 335 (93,06%) |
| Бошњаци              | 33 (1,095%)    | 89 (5,391%)1   | 17 (2,824%)1 | 3 (0,833%)1  |
| Срби                 | 21 (0,697%)    | 98 (5,936%)    | 25 (4,153%)  | 10 (2,778%)  |
| Неизјашњени          | 6 (0,199%)     | –              | –            | –            |
| Албанци              | 3 (0,100%)     | –              | 4 (0,664%)   | –            |
| Непознато            | 3 (0,100%)     | –              | –            | –            |
| Остали               | 3 (0,100%)     | 36 (2,180%)    | 3 (0,498%)   | 5 (1,389%)   |
| Југословени          | 2 (0,066%)     | 90 (5,451%)    | 47 (7,807%)  | 7 (1,944%)   |
| Црногорци            | 2 (0,066%)     | –              | 6 (0,997%)   | –            |
| Босанци              | 1 (0,033%)     | –              | –            | –            |
| Босанци и Херцеговци | 1 (0,033%)     | –              | –            | –            |
| Македонци            | –              | –              | 1 (0,166%)   | –            |

1. 1 На пописима од 1971. до 1991. Бошњаци су пописивани углавном као Муслимани.

### Насељена мјеста
Бабин До, Борут, Брестица, Броћанац, Брштаница, Церовица, Церово, Црноглав, Добри До, Доброво, Доњи Дријен, Доњи Зелениковац, Дубравица, Дужи, Глумина, Горње Храсно, Градац, Хотањ Хутовски, Хутово, Кишево, Мошевићи, Неум, Прапратница, Превиш, Рабрани, Винине и Жуковица.
Послије потписивања Дејтонског споразума општина Неум, у цјелини, ушла је у састав Федерације БиХ.

## Туризам и саобраћај
Град је добро повезан са осталим насељеним местима, а врло често је избор туриста као приступачна дестинација која служи као полазна тачка за обилазак других градова и насељених места у виду дневних излета попут Дубровника, Мостара, Међугорја и Требиња.

### Гранични прелази
Неум има два гранична прелаза са Хрватском на европској рути Е65 (односно Јадранској магистрали) која повезује два дела хрватске обале Далмације. Неум 1 се налази северозападно од града, са граничним прелазом Клек на хрватској страни. Неум 2 се налази на југоистоку, са хрватским граничним прелазом Затон Доли.